# Как работает мозг (книга Риты Картер)
«Как работает мозг» (англ. Mapping The Mind) — научно-популярная книга о функционировании мозга и последних достижениях в области исследований мозга, представляющая собой путеводитель с иллюстрациями, схемами и справками. Автор — Рита Картер. Книга была переведена на русский язык и опубликована издательством Corpus в 2014 году. Перевод с английского выполнил Петр Петров. Книга вышла тиражом 3500 экземпляров

## Об авторе
Рита Картер (англ. Rita Cartrer) — научный журналист. Родилась в 1949 году. Её работы посвящены изучению головного мозга. Рита Картер пишет для The Daily Mail, The Telegraph, The Independent, New Scientist. В 2002 году написала книгу «Исследование сознания» (англ. Exploring Consciousnes), в 2008 вышла книга «Разносторонность: новая наука о личности, индивидуальности и Я» (англ. Multiplicity: The New Science of Personality, Identity, and the Self), в 2009 — «Книга о мозге» (англ. The Brain Book), в 2010 — «Как работает мозг» (англ. Mapping The Mind).
Рита Картер стала обладателем премии Ассоциации журналистов, которые пишут о здоровье и медицине (англ. Medical Journalistsʼ Association) за свой вклад в медицинскую журналистику.

## История
Первое издание книги было написано в конце 1990-х годов. Позже, её автор Рита Картер, переписала книгу ещё раз, и второе издание книги было переведено на русский язык.
Научным консультантом книги стал нейробиолог Кристофер Д. Фрит.

## Содержание
Если дословно перевести название книги с английского, то оно будет звучать как «картировать разум». В книге содержится описание большого количества исследований о различиях мозга у мужчин и женщин, о причинах навязчивых идей, появлении вредных привычек, механизмах, которые отвечают за память .
Вначале раскрываются особенности анатомии мозга, затем фундаментальные механизмы его работы, затем системы мозга. Книга повествует практически про все исследования, связанные с мозгом, и выделяет всех основных учёных.
Интуицию автор называет не чем-то сверхъестественным, а отголоском реальной неосознаваемой работы мозга.
Книга Риты Картер отвечает на ряд вопросов: почему мы чего-то боимся, почему обладаем способностью думать, почему у людей есть вредные привычки, от которых тяжело избавиться. Значительное место в книге посвящено фобиям, которые усложняют человеческую жизнь. Фобии бывают разные. С некоторыми из них терпимо жить: если человек боится летать, это немного ограничивает его при выборе профессии и передвижениях, но существенно ни на что не влияет. Но есть и те фобии, которые постоянно влияют на качество жизни. Появление фобий может быть одним из врожденных свойств мозга, как отголосок эволюционной памяти о том, что могло быть опасным для наших предков.

## Критика
New Scientist называет книгу иллюстрированным справочником, который объясняет, как устроен мозг. Британский журнал Nature заявлял о том, что информация, опубликованная в книге, сможет заинтересовать и самого взыскательного читателя, и что сама книга представляет собой цельное, динамичное повествование. The Times называл книгу «Как работает мозг» восхитительным рассказом о том, как ландшафт мозга определяет нашу культуру и поведение.